# Brothers & Sisters
Brothers & Sisters (Germans i germanes en català) és una sèrie de televisió estatunidenca de la cadena ABC que tracta sobre la família Walker a partir de la mort del seu patriarca, en William Walker. La sèrie es va estrenar el 24 de setembre de 2006 als EUA i va finalitzar després de cinc temporades en antena, el 8 de maig de 2011. Als Països Catalans es pot seguir en castellà pel canal en obert Cuatro i pel canal de pagament Fox.

## Argument
La sèrie se centra en la família Walker, una aparentment perfecta família estatunidenca d'ascendència jueva i irlandesa. Qualcuns dels seus membres fan feina en el negoci familiar Ojai Food Co., una distribuïdora de menjar. La major part de l'acció es desenvolupa a la zona de Los Angeles, ja que la llar familiar es troba a Pasadena (Califòrnia). L'arbre genealògic dels Walker inclou el patriarca, en William (Tom Skerritt), la mare, na Nora (Sally Field) i els seus cinc fills. El germà de na Nora, en Saul Holden (Ron Rifkin) i la filla secreta d'en William, na Rebecca (Emily VanCamp) completen la foto de família.
Els germans Walker són, per ordre de naixement:
- Sarah (Rachel Griffiths), una mare treballadora i presidenta d'Ojai Food Co.
- Kitty (Calista Flockhart), l'única republicana de la família, treballa com a comentarista política primer i com a directora de campanya del senador Robert McCallister (Rob Lowe), del mateix partit, en la carrera cap a la Presidència dels Estats Units. També hi està promesa. La seva filiació política fa que xoqui sovint amb sa mare, una demòcrata convençuda.
- Tommy (Balthazar Getty), pare de família i president de l'empresa Walker Landing Wine.
- Kevin (Matthew Rhys), un advocat gai amb problemes per trobar parella estable.[5]
- Justin (Dave Annable), un veterà de la Guerra de l'Afganistan i drogoaddicte. Ser el fill petit fins a l'aparició de na Rebecca el converteix en el centre de les atencions de sa mare i dels seus germans.
- Rebecca (Emily VanCamp), la germanastra dels Walkers, filla d'en William Walker i la seva amant, l'actriu Holly Harper (Patricia Wettig).